# Dzukata
Dzukata (en georgiano: ძუკათა) o Dzukatikau (en osetio: Дзукъатыхъæу) es un pueblo que pertenece a la parcialmente reconocida República de Osetia del Sur, parte del distrito de Leningor, aunque de iure pertenece al municipio de Ajalgori de la región de Mtsjeta-Mtianeti de Georgia.

## Geografía
Dzukata se encuentra extremo norte de la llanura de Tiriponi, a 70 km de Ajalgori. La aldea se administra desde el pueblo de Tsinagari.  

## Historia
Durante la duración del conflicto georgiano-osetio y también tras la victoria rusa en la guerra ruso-georgiana de 2008, con la que las de facto autoridades de Osetia del Sur establecieron el control sobre el municipio de Ajalgori, Dzukata formaba parte del territorio controlado por las autoridades de la República de Osetia del Sur. 

## Demografía
La evolución demográfica de Dzukata entre 1939 y 2015 fue la siguiente:
| 262                                                      | 253 | 187 | 152 | 148 | 44 |
| (Fuente: Population of South Ossetia since Soviet times) |     |     |     |     |    |

Según el censo soviético de 1959, la mayoría de la población local eran osetios.